# Lijst van titels van Pete Sampras
Dit is een lijst van titels behaald door de Amerikaanse tennisser Pete Sampras (1971). Sampras behaalde in totaal 66 titels, waarvan 64 in het enkelspel en twee in het dubbelspel.
| Legenda                       |
| ----------------------------- |
| Grand Slam                    |
| Olympische Spelen             |
| Tennis Masters Cup            |
| ATP Masters Series            |
| ATP International Series Gold |
| ATP International Series      |

## Enkelspel
| Nr.              | Datum             | Toernooi               | Ondergrond | Tegenstander in finale | Score                   | Details |
| ---------------- | ----------------- | ---------------------- | ---------- | ---------------------- | ----------------------- | ------- |
| Gewonnen finales |                   |                        |            |                        |                         |         |
| 1.               | 19 februari 1990  | ATP Philadelphia       | Tapijt     | Andrés Gómez           | 7-6, 7-5, 6-2           | Details |
| 2.               | 18 juni 1990      | ATP Manchester         | Gras       | Gilad Bloom            | 7-6, 7-6                | Details |
| 3.               | 27 augustus 1990  | US Open                | Hardcourt  | Andre Agassi           | 6-4, 6-3, 6-2           | Details |
| 4.               | 10 december 1990  | Grand Slam Cup         | Hardcourt  | Brad Gilbert           | 7-5, 7-6, 7-5           | Details |
| 5.               | 29 juli 1991      | ATP Los Angeles        | Hardcourt  | Brad Gilbert           | 6-2, 6-7, 6-3           | Details |
| 6.               | 12 augustus 1991  | ATP Indianapolis       | Hardcourt  | Boris Becker           | 7-6, 3-6, 6-3           | Details |
| 7.               | 14 oktober 1991   | ATP Lyon               | Tapijt     | Olivier Delaître       | 6-1, 6-1                | Details |
| 8.               | 11 november 1991  | Tennis Masters Cup     | Tapijt     | Jim Courier            | 3-6, 7-6, 6-3, 6-4      | Details |
| 9.               | 17 februari 1992  | ATP Philadelphia (2)   | Tapijt     | Amos Mansdorf          | 6-1, 7-6, 2-6, 7-6      | Details |
| 10.              | 20 juli 1992      | ATP Kitzbühel          | Gravel     | Alberto Mancini        | 6-3, 7-5, 6-3           | Details |
| 11.              | 10 augustus 1992  | ATP Cincinnati         | Hardcourt  | Ivan Lendl             | 6-3, 3-6, 6-3           | Details |
| 12.              | 17 augustus 1992  | ATP Indianapolis (2)   | Hardcourt  | Jim Courier            | 6-4, 6-4                | Details |
| 13.              | 19 oktober 1992   | ATP Lyon (2)           | Tapijt     | Cédric Pioline         | 6-4, 6-2                | Details |
| 14.              | 11 januari 1993   | ATP Sydney             | Hardcourt  | Thomas Muster          | 7-6, 6-1                | Details |
| 15.              | 27 maart 1993     | ATP Miami              | Hardcourt  | MaliVai Washington     | 6-3, 6-2                | Details |
| 16.              | 5 april 1993      | ATP Tokio              | Hardcourt  | Brad Gilbert           | 6-2, 6-2, 6-2           | Details |
| 17.              | 12 april 1993     | ATP Hong Kong          | Hardcourt  | Jim Courier            | 6-3, 6-7, 7-6           | Details |
| 18.              | 21 juni 1993      | Wimbledon              | Gras       | Jim Courier            | 7-6, 7-6, 3-6, 6-3      | Details |
| 19.              | 30 augustus 1993  | US Open (2)            | Hardcourt  | Cédric Pioline         | 6-4, 6-4, 6-3           | Details |
| 20.              | 18 oktober 1993   | ATP Lyon (3)           | Tapijt     | Cédric Pioline         | 7-6, 1-6, 7-5           | Details |
| 21.              | 8 november 1993   | ATP Antwerpen (2)      | Tapijt     | Magnus Gustafsson      | 6-1, 6-4                | Details |
| 22.              | 10 januari 1994   | ATP Sydney (2)         | Hardcourt  | Ivan Lendl             | 7-6, 6-4                | Details |
| 23.              | 17 januari 1994   | Australian Open        | Hardcourt  | Todd Martin            | 7-6, 6-4, 6-4           | Details |
| 24.              | 28 februari 1994  | ATP Indian Wells       | Hardcourt  | Petr Korda             | 4-6, 6-3, 3-6, 6-3, 6-2 | Details |
| 25.              | 7 maart 1994      | ATP Miami (2)          | Hardcourt  | Andre Agassi           | 5-7, 6-3, 6-3           | Details |
| 26.              | 28 maart 1994     | ATP Osaka              | Hardcourt  | Lionel Roux            | 6-2, 6-2                | Details |
| 27.              | 4 april 1994      | ATP Tokio (2)          | Hardcourt  | Michael Chang          | 6-4, 6-2                | Details |
| 28.              | 9 mei 1994        | ATP Rome               | Gravel     | Boris Becker           | 6-1, 6-2, 6-2           | Details |
| 29.              | 20 juni 1994      | Wimbledon (2)          | Gras       | Goran Ivanišević       | 7-6, 7-6, 6-0           | Details |
| 30.              | 7 november 1994   | ATP Antwerpen          | Tapijt     | Magnus Larsson         | 7-6, 6-4                | Details |
| 31.              | 14 november 1994  | Tennis Masters Cup (2) | Tapijt     | Boris Becker           | 4-6, 6-3, 7-5, 6-4      | Details |
| 32.              | 6 maart 1995      | ATP Indian Wells (2)   | Hardcourt  | Andre Agassi           | 7-6, 7-5, 6-2           | Details |
| 33.              | 12 juni 1995      | ATP Londen             | Gras       | Guy Forget             | 7-6, 7-6                | Details |
| 34.              | 26 juni 1995      | Wimbledon (3)          | Gras       | Boris Becker           | 6-7, 6-2, 6-4, 6-2      | Details |
| 35.              | 28 augustus 1995  | US Open (3)            | Hardcourt  | Andre Agassi           | 6-4, 6-3, 4-6, 7-5      | Details |
| 36.              | 30 oktober 1995   | ATP Parijs             | Tapijt     | Boris Becker           | 7-6, 6-4, 6-4           | Details |
| 37.              | 12 februari 1996  | ATP San José           | Hardcourt  | Andre Agassi           | 6-2, 6-3                | Details |
| 38.              | 19 februari 1996  | ATP Memphis            | Hardcourt  | Todd Martin            | 6-4, 7-6                | Details |
| 39.              | 8 april 1996      | ATP Hong Kong (2)      | Hardcourt  | Michael Chang          | 6-4, 3-6, 6-4           | Details |
| 40.              | 15 april 1996     | ATP Tokio (3)          | Hardcourt  | Richey Reneberg        | 6-4, 7-5                | Details |
| 41.              | 12 augustus 1996  | ATP Indianapolis (3)   | Hardcourt  | Goran Ivanišević       | 7-6, 7-5                | Details |
| 42.              | 26 augustus 1996  | US Open (4)            | Hardcourt  | Michael Chang          | 6-1, 6-4, 7-6           | Details |
| 43.              | 23 september 1996 | ATP Bazel              | Hardcourt  | Hendrik Dreekmann      | 7-5, 6-2, 6-0           | Details |
| 44.              | 18 november 1996  | Tennis Masters Cup (3) | Tapijt     | Boris Becker           | 3-6, 7-6, 7-6, 6-7, 6-4 | Details |
| 45.              | 13 januari 1997   | Australian Open (2)    | Hardcourt  | Carlos Moyà            | 6-2, 6-3, 6-3           | Details |
| 46.              | 10 februari 1997  | ATP San José (2)       | Hardcourt  | Greg Rusedski          | 3-6, 5-0 opgave         | Details |
| 47.              | 24 februari 1997  | ATP Philadelphia (3)   | Hardcourt  | Patrick Rafter         | 5-7, 7-6, 6-3           | Details |
| 48.              | 23 juni 1997      | Wimbledon (4)          | Gras       | Cédric Pioline         | 6-4, 6-2, 6-4           | Details |
| 49.              | 4 augustus 1997   | ATP Cincinnati (2)     | Hardcourt  | Thomas Muster          | 6-4, 6-4, 6-3           | Details |
| 50.              | 22 september 1997 | Grand Slam Cup (2)     | Tapijt     | Patrick Rafter         | 5-7, 7-6, 6-3           | Details |
| 51.              | 27 oktober 1997   | ATP Parijs (2)         | Tapijt     | Jonas Björkman         | 6-3, 4-6, 6-3, 6-1      | Details |
| 52.              | 10 november 1997  | Tennis Masters Cup (4) | Hardcourt  | Jevgeni Kafelnikov     | 6-3, 6-2, 6-2           | Details |
| 53.              | 23 februari 1998  | ATP Philadelphia (4)   | Hardcourt  | Thomas Enqvist         | 7-5, 7-6                | Details |
| 54.              | 27 april 1998     | ATP Atlanta            | Gravel     | Jason Stoltenberg      | 6-7, 6-3, 7-6           | Details |
| 55.              | 22 juni 1998      | Wimbledon (5)          | Gras       | Goran Ivanišević       | 6-7, 7-6, 6-4, 3-6, 6-2 | Details |
| 56.              | 12 oktober 1998   | ATP Wenen              | Tapijt     | Karol Kučera           | 6-3, 7-6, 6-1           | Details |
| 57.              | 7 juni 1999       | ATP Londen (2)         | Gras       | Tim Henman             | 6-7, 6-4, 7-6           | Details |
| 58.              | 21 juni 1999      | Wimbledon (6)          | Gras       | Andre Agassi           | 6-3, 6-4, 7-5           | Details |
| 59.              | 26 juli 1999      | ATP Los Angeles (2)    | Hardcourt  | Andre Agassi           | 7-6, 7-6                | Details |
| 60.              | 9 augustus 1999   | ATP Cincinnati (3)     | Hardcourt  | Patrick Rafter         | 7-6, 6-3                | Details |
| 61.              | 22 november 1999  | Tennis Masters Cup (5) | Hardcourt  | Andre Agassi           | 6-1, 7-5, 6-4           | Details |
| 62.              | 20 maart 2000     | ATP Miami (3)          | Hardcourt  | Gustavo Kuerten        | 6-1, 6-7, 7-6, 7-6      | Details |
| 63.              | 26 juni 2000      | Wimbledon (7)          | Gras       | Patrick Rafter         | 6-7, 7-6, 6-4, 6-2      | Details |
| 64.              | 9 september 2002  | US Open (5)            | Hardcourt  | Andre Agassi           | 6-3, 6-4, 5-7, 6-4      | Details |

### Dubbelspel
| Nr.              | Datum        | Toernooi         | Ondergrond | Partner         | Tegenstanders in finale        | Score         | Details |
| ---------------- | ------------ | ---------------- | ---------- | --------------- | ------------------------------ | ------------- | ------- |
| Gewonnen finales |              |                  |            |                 |                                |               |         |
| 1.               | 15 mei 1989  | ATP Rome         | Gravel     | Jim Courier     | Danilo Marcelino Mauro Menezes | 6-4, 6-3      | Details |
| 2.               | 12 juni 1995 | ATP Londen       | Gras       | Todd Martin     | Jan Apell Jonas Björkman       | 7-6, 6-4      | Details |
| Verloren finales |              |                  |            |                 |                                |               |         |
| 1.               | 15 mei 1989  | ATP Forest Hills | Gravel     | Jim Courier     | Rick Leach Jim Pugh            | 4-6, 2-6      | Details |
| 2.               | 1 april 1991 | ATP Orlando      | Hardcourt  | Nicolas Pereira | Luke Jensen Scott Melville     | 7-6, 6-7, 3-6 | Details |